# Florence Rice
Florence Rice, alla nascita Florence Davenport Rice (Cleveland, 14 febbraio 1907 – Honolulu, 23 febbraio 1974), è stata un'attrice statunitense.

## Biografia
Figlia del noto giornalista sportivo Grantland Rice, Florence si mise in evidenza negli anni trenta soprattutto come protagonista di commedie brillanti (Fast Company, Vacation from Love) e film drammatici (Fugitive Lady, I deportati), con incursioni anche in altri generi come il thriller (La morte azzurra, Blackmailer), il western (Sfida a Baltimora, The Kid from Texas) e il musical (Bisticci d'amore). Tra il 1936 e il 1939 lavorò spesso in coppia con Robert Young in film quali The Longest Night, La vita a vent'anni e Paradiso per tre.
Uno dei ruoli per i quali è più conosciuta rimane quello dell'ingenua Julie Randall in Tre pazzi a zonzo del 1939, al fianco dei fratelli Marx, nel quale eseguì anche i brani Two Blind Loves e Step Up and Take a Bow.
Abbandonò la recitazione a soli 36 anni nel 1943, dopo aver interpretato la sposa di James Dunn nella commedia horror Lo spettro in viaggio di nozze.
È morta a causa di un cancro ai polmoni nel 1974, all'età di 67 anni. Le sue ceneri sono state sparse sulla spiaggia di Waikiki, nello stato delle Hawaii.

### Vita personale
Florence Rice si è sposata quattro volte: con David W. Dade (dal 1926 al 1928), con Sydney Andrew Smith (dal 1930 al 1931), con l'attore Robert Wilcox (dal 1939 al 1940) e con Fred Thomas Butler (dal 1946 al 1974).

## Filmografia

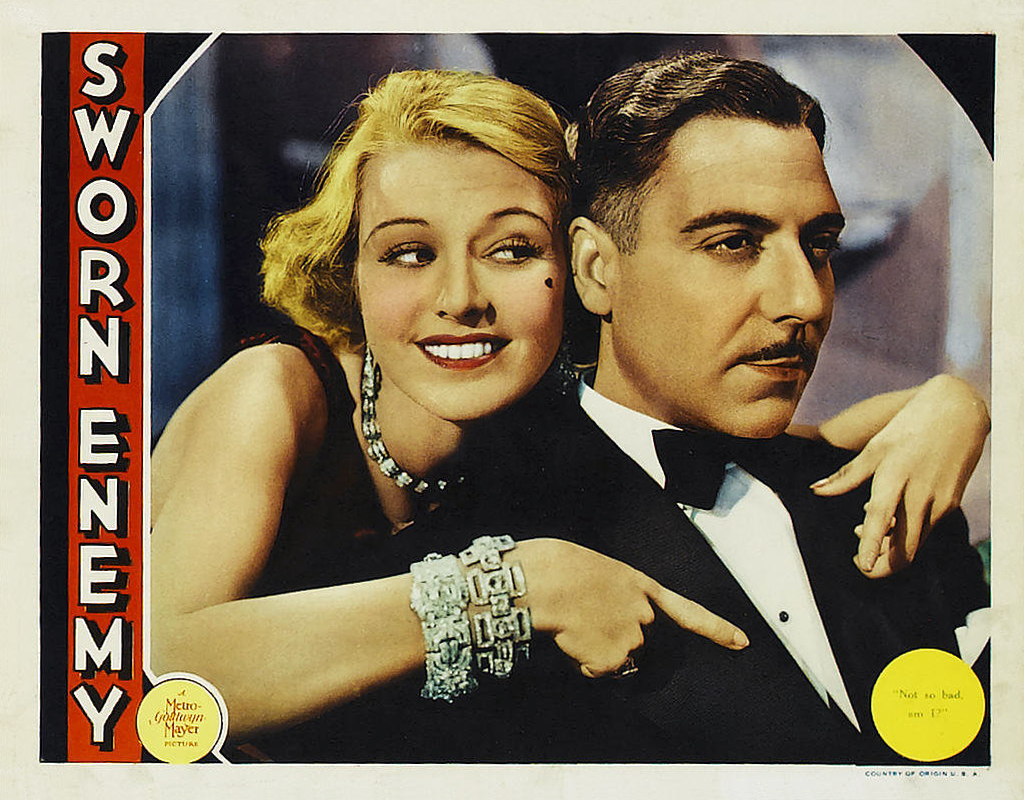
Con Joseph Calleia in un poster di Sworn Enemy (1936).

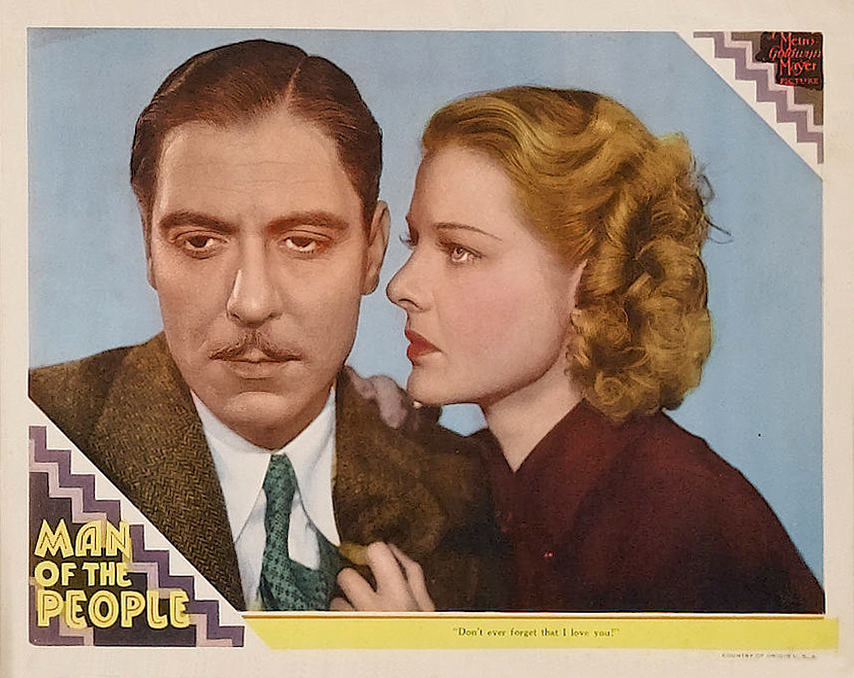
Con Joseph Calleia in un poster di Man of the People (1937).

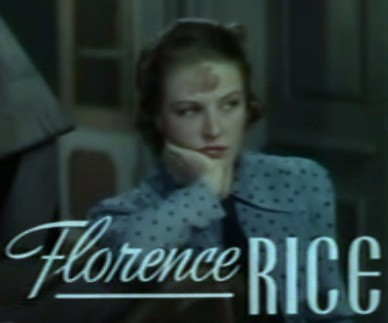
Nel trailer di Bisticci d'amore (1938).

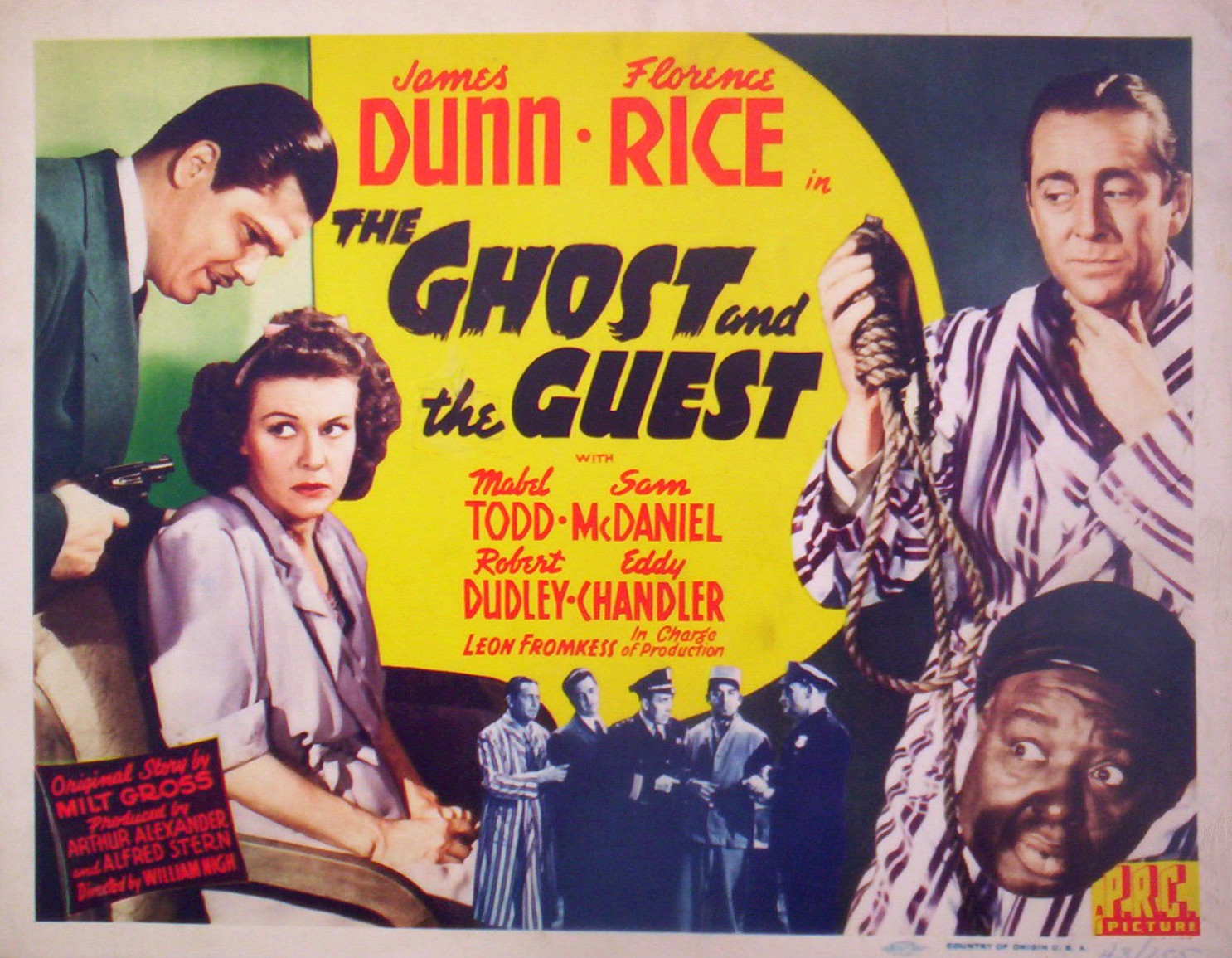
Nella locandina di Lo spettro in viaggio di nozze (1943).

- Fugitive Lady, regia di Albert S. Rogell (1934)
- La morte azzurra (The Best Man Wins), regia di Erle C. Kenton (1935)
- Sotto pressione (Under Pressure), regia di Raoul Walsh (1935)
- Carnival, regia di Walter Lang (1935)
- Death Flies East, regia di Phil Rosen (1935)
- The Awakening of Jim Burke, regia di Lambert Hillyer (1935)
- L'arciere bianco (Guard That Girl), regia di Lambert Hillyer (1935)
- I deportati (Escape from Devil's Island), regia di Albert S. Rogell (1935)
- Super-Speed, regia di Lambert Hillyer (1935)
- Pride of the Marines, regia di D. Ross Lederman (1936)
- Panic on the Air, regia di D. Ross Lederman (1936)
- Blackmailer, regia di Gordon Wiles (1936)
- Women Are Trouble, regia di Errol Taggart (1936)
- Sworn Enemy, regia di Edwin L. Marin (1936)
- The Longest Night, regia di Errol Taggart (1936)
- Ombre di notte (Under Cover of Night), regia di George B. Seitz (1937)
- Man of the People, regia di Edwin L. Marin (1937)
- Vivendo volando (Riding on Air), regia di Edward Sedgwick (1937)
- Married Before Breakfast, regia di Edwin L. Marin (1937)
- Sposiamoci in quattro (Double Wedding), regia di Richard Thorpe (1937)
- La vita a vent'anni (Navy Blue and Gold), regia di Sam Wood (1937)
- La via del possesso (Beg, Borrow or Steal), regia di Wilhelm Thiele (1937)
- Paradiso per tre (Paradise for Three), regia di Edward Buzzell (1938)
- Fast Company, regia di Edward Buzzell (1938)
- Vacation from Love, regia di George Fitzmaurice (1938)
- Bisticci d'amore (Sweethearts), regia di W. S. Van Dyke (1938)
- Sfida a Baltimora (Stand Up and Fight), regia di W.S. Van Dyke (1939)
- Four Girls in White, regia di S. Sylvan Simon (1939)
- The Kid from Texas, regia di S. Sylvan Simon (1939)
- Miracles for Sale, regia di Tod Browning (1939)
- Tre pazzi a zonzo (At the Circus), regia di Edward Buzzell (1939)
- Little Accident, regia di Charles Lamont (1939)
- Balla con me (Broadway Melody of 1940), regia di Norman Taurog (1940)
- Girl in 313, regia di Ricardo Cortez (1940)
- Phantom Raiders, regia di Jacques Tourneur (1940)
- The Secret Seven, regia di James Moore (1940)
- Cherokee Strip, regia di Lesley Selander (1940)
- Mr. District Attorney, regia di William Morgan (1941)
- Papà prende moglie (Father Takes a Wife), regia di Jack Hively (1941)
- Doctors Don't Tell, regia di Jacques Tourneur (1941)
- The Blonde from Singapore, regia di Edward Dmytryk (1941)
- Borrowed Hero, regia di Lewis D. Collins (1941)
- Di corsa dietro un cuore (Tramp, Tramp, Tramp!), regia di Charles Barton (1942)
- Let's Get Tough!, regia di Wallace Fox (1942)
- Stand By All Networks, regia di Lew Landers (1942)
- The Boss of Big Town, regia di Arthur Dreifuss (1942)
- Lo spettro in viaggio di nozze (The Ghost and the Guest), regia di William Nigh (1943)